# Bucco capensis
Bucco capensis là một loài chim trong họ Bucconidae.